# 電線
電線（でんせん、英語: electrical wire）とは、電気を導くための線のこと。

## 概要
電気を伝送するための線状の部材である。
主たる素材として用いられるのは銅、銅合金、アルミニウムなどの良導体である。
電線は大別すると、電力を輸送する電力用電線、電気信号を伝送する通信ケーブル、モータや発電機などの内部にありコイル状に巻かれていてエネルギー変換に使われる巻線がある。
単線の太さは、アメリカやイギリスでは番号で表示しアメリカではAWG（American Wire Gauge、別名Brown and Sharpe's Gauge）、イギリスではSWG（Standard Wire Gauge）が用いられる。一方、日本では直径をミリメートルで表す。たとえばAWG「ナンバー10 （#10）」は直径2.588ミリメートルに相当し、SWGの「ナンバー10 （#10）」は直径3.251ミリメートルに相当する。

## 法規制

### 各国の場合
各国の法律で定められている。

### 日本の場合
日本の法令では電気設備に関する技術基準を定める省令の第1条の用語の定義において、強電流電気を伝送する「電線」（第1条6号）と、弱電流電気を伝送する「弱電流電線」（第1条11号）に大別しており、それぞれが電気導体のみの裸電線、電気導体を絶縁体で被覆した絶縁電線、および電気導体を絶縁物で被覆した上をさらに保護被覆で保護したケーブル、コードに分けられている。一方、有線電気通信設備令においては、強電流電気を伝送するものを「強電流電線」(第1条4号)としており、「電線」(第1条1号)という場合は、強電流電線に重畳されるものを除いた有線電気通信を行う導体としている。

## 歴史
18世紀の初頭に自然哲学者たちは静電気の実験をさかんに行い、その応用を探っていた。そういった人々のひとり、イギリスの王立協会フェローのスティーヴン・グレイは1730年、湿った麻紐を乾いた絹糸で吊るしたものを使って伝導と絶縁の原理を実演して見せた。そしてこの湿った麻紐で数百フィートの距離でも静電荷を伝えられることを発見した。麻紐を乾いた絹糸で吊ると実験がうまくゆくが、金属線で吊ると電気が失われてしまうことも発見し、絶縁体と導体の区別も始まった。湿った麻紐の代わりに金属線を使用すると数マイルの長さの先まで電荷を伝えることもできた。
このシステムを6年後にジョン・ウッズが改良。
1747年にウィリアム・ワトソンが2マイルの長さのワイヤーを設置。この電線は昔のウェストミンスター橋を経由してテムズ川へとつながれ、電線の端には助手が立ち、片方の手でワイヤーの端を持ち、もう片方の手に金属棒を持ちその棒でテムズ川の水に触れた。この回路が電気を通すことを実証するためにワトソンはライデン瓶からの静電気放電を行い、「予想されていた結果を完全に立証した」と報告した。
1795年にスペインのフランシスコ・サルヴァ（Don Francisco Salva）が科学アカデミーに提出した論文には紙を絶縁体として使う技法の開発の経緯およびそれを実際に初めて使った記録が残されており、電信の実験を説明するくだりでは地中に埋設するケーブルで伝送を行う技法も開示されている。
サルヴァは電信で22種のアルファベットを送信するためにはそれぞれの文字に1本ずつワイヤーが必要だったので計22本のワイヤーが必要となり、ワイヤ1本ずつをピッチでコーティングした紙のカバーで覆ったものを作り、それを束ねた、と説明している。
サルヴァは次のようなことも書いた。
ワイヤーケーブルというのは実際には地中のチューブの中に設置することができ、その場合、絶縁をよりしっかりするために樹脂のコートによって一重あるいは二重に覆われなければならない。
この着想はスペインのマドリッドとアランフエスを結ぶ26マイルの電信線となって実現し、電信による通信に成功した
パヴェル・シリングは水中ケーブルのプロトタイプを開発し、それを「subaqueous galvanic conducting cord　水中ガルバニック導電コード」と呼んだ。そしてそれをナポレオン戦争の時期にネヴァ川とセーヌ川で地雷を起爆させるために使った。シリングの水中ケーブルは銅線を絶縁体となるインド産のゴムで覆いニスで仕上げたものだった、と言われている。
アメリカで確認可能な最初期の電線の使用はおそらく1844年にワシントンDCとメリーランド州ボルチモアの間に引かれた商用の電信線である。この最初期のケーブルは鉄製で、製造が難しかった。このころは、鉄製のケーブルの滑りを良くして生産性を向上させるために硫酸銅を使って薄い銅コーティングをほどこしたりしていた。しばらくするうちに銅のほうが鉄よりも電気の伝導性能が良いということが理解されるようになり、電線の素材として鉄に代わって銅が使われるようになった。
そして1913年までに国際電気標準会議（IEC）がIACS（International Annealed Copper Standard 国際焼きなまし銅標準）を確立し、これが100 %の電気伝導率（導電率）の基準となった。
日本
日本における最初の電線製造についてははっきりしない。年代が確認できる電線製造としては1832年（天保3年）に大坂において平川製線（現在は理研電線株式会社)の先祖にあたる人物が銅線をつくっていたことは確認できる。あとは1854年（安政元年）に京都で津田電線の津田幸兵衛が銅線を水車を用いて引き始めたことも確認できる。明治元年前後に作られた国産電信機には細い絹巻線が使われた。
1873年（明治6年）には明治政府主導で工部大学校（現在の東大工学部の前身）が東京に開校し6学科が設置され、そのひとつに電信学科（電気学科）もあり、イギリス人教師（主にウィリアム・エドワード・エアトン）から電気や電線についても講義が行われた。同校の電気工学科第2期生の岩田武夫は工部大学校の学生時代から青函海峡（青森-函館間）のケーブル工事にたずさわった。電気工学科第3期生の中野初子（なかの・はつね) は卒業後、帝国大学の助教授のちに教授となり高圧送電を成し遂げた。同学科第3期生の藤岡市助は在学中の1878年に日本初のアーク灯点灯実験に参加し後に「日本の電気、電灯の父」と言われるようになった。同じく第3期生の浅野応輔は卒業直後に工部大学校の教授となり、後にいくつか勤務先を経て1899年（明治32年）には東京帝国大学工科大学（現：東京大学工学部）の教授となり、海底ケーブル敷設工事や銅線の絶縁体等の研究に実績を上げた。 
1887年（明治20年）、東京電燈は既に完成していた第1電灯局に続き第2電灯局が完成し架空電線による電力の供給を始めた。

## 仕様

### 心線の構成

#### 単線
一本の導体を用いる電線。曲げた形状を保持しやすいが、導体の断面積が大きくなると、曲げにくくなる。また、頻繁に曲げると、金属疲労を起こして断線する。曲げ半径が細いものはワイヤラッピングに使われる。

#### より線（よりせん、撚線）
複数本の細い導体をより合わせて、一本の導体として用いる電線。より線を構成する個々の導体を素線という。導体断面積が等しい単線の電線と比較して、より線は曲げやすい。

## 電力用
電力を供給するために使用される電線。

### 裸電線

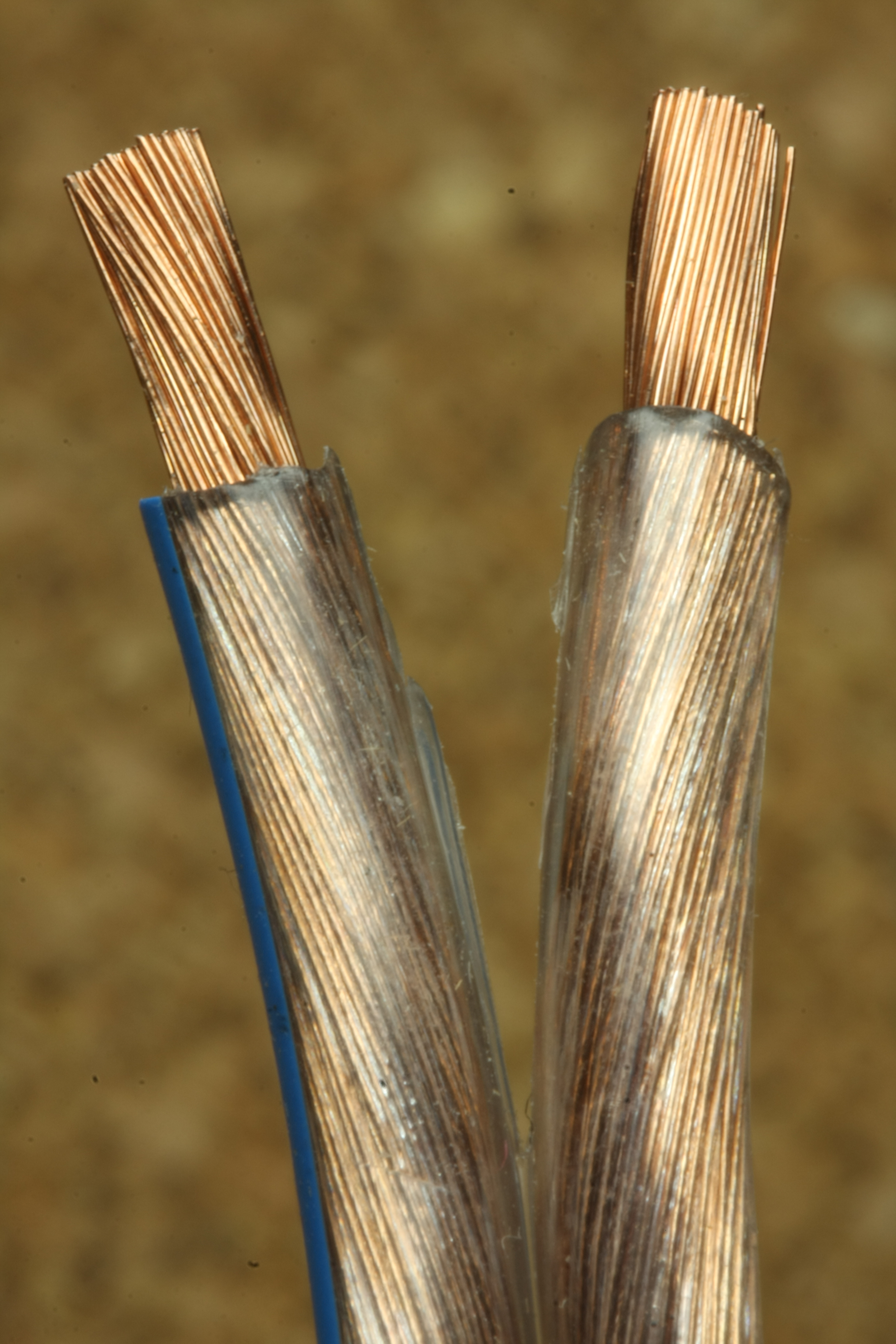
銅線（画像はスピーカー接続用のオーディオケーブル）

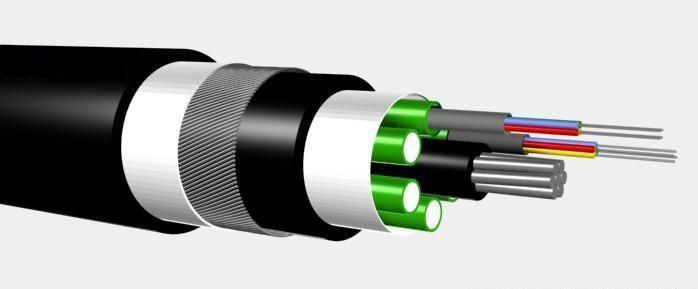
Optical Ground Wire

裸電線とは、絶縁被覆がなく導体がそのままむき出しになっているもの。多くの使用環境では、空気による空間を絶縁体として用いる。人体が接触することによる感電や、漏電、短絡などの危険があるが、電線のどの場所からも電力を取り出せる利点がある。
- 特別高圧架空送電線
  - 鋼心アルミより線（ACSR：Aluminium Conductors Steel Reinforced）
  - アルミ合金より線
  - 銅合金より線 - 銅線（英語: Copper conductor）
  - 硬銅より線
  - 光ファイバ複合架空地線（OPGW：Optical Ground Wire）
OPGWはその呼称のとおり地線（アース線）として用いられる
- 架線（架空電車線）

### 絶縁電線
絶縁電線とは、導体が絶縁体で覆われているもの。絶縁電線の導体を、心線（core wire）という。
- 高圧配電線
  - 屋外用架橋ポリエチレン絶縁電線（OC：Outdoor Crosslinked polyethylene）
  - 屋外用ポリエチレン絶縁電線（OE：Outdoor polyethylene）
- 高圧引込線
  - 高圧引下用架橋ポリエチレン絶縁電線（PDC：Plane transformer Drop wire Crosslinked polyethylene）
  - 高圧引下用エチレンプロピレンゴム絶縁電線（PDP：Plane transformer Drop wire ethylene Polyethylene rubber）
- 低圧架空電線
  - 屋外用ビニル絶縁電線（OW：Outdoor Weatherproof）
- 低圧引込線
  - 引込用ビニル絶縁電線（DV：Drop wire PVC）
- 屋内配線
  - 600Vビニル絶縁電線（IV：Indoor PVC）
  - 600V二種ビニル絶縁電線（HIV：Heat resistant Indoor PVC）：耐熱被覆のもの
- 電力機器用
  - けい素ゴム絶縁ガラス編組絶縁電線（KGB：Glass fiber Braid）：耐熱性
  - ネオン管用ビニル絶縁電線（NV：Neon PVC）：ネオンサイン回路に用いる変圧器（ネオントランス）の二次側配線用
  - 1000V蛍光放電灯用ビニル絶縁電線（100V FLV：Fluorescent Lamp PVC）

### ケーブル
ケーブル（cable）とは、絶縁電線を更に保護被覆で覆ったもの。その他の分野における用法はケーブルを参照。なお、オーディオ分野などでは、慣例的に絶縁電線のことをケーブルと呼称する場合も多い。
心線の本数に応じて、単心、2心、3心などがある。
- 地中電線路用
  - OFケーブル（Oil Filled）
  - 高圧架橋ポリエチレン電力ケーブル
  - 架橋ポリエチレン電力ケーブル
  - コルゲートケーブル：直接埋設用
- 屋内配線
  - 600Vビニル絶縁ビニルシースケーブル（VV：PVC PVC）
    - 平型（VVF：VV Flat）
    - 丸型（VVR：VV Round）

  - 架橋ポリエチレン絶縁ビニルシースケーブル（CV：Crosslinked polyethylene PVC）
    - デュプレックス型（CVD）：2本の心線が独立して絶縁・保護されているため、CVの2芯より許容電流が高い。
    - トリプレックス型（CVT）：3本の心線が独立して絶縁・保護されているため、CVの3芯より許容電流が高い。
    - カドラレックス型（CVQ）：4本の心線が独立して絶縁・保護されているため、CVの4芯より許容電流が高い。

  - 分岐付ケーブル（ブランチケーブル）
  - ユニットケーブル
- 消防設備用
  - 耐火ケーブル（FP-C：Fire Proof Conduit）：消防設備の電力供給用。30分通電。
  - 耐熱ケーブル（HP：Heat Proof）：消防設備の小勢力回路用。15分通電。
- 制御回路
  - 制御用ケーブル（CVV：Control PVC PVC）
- 電力機器用
  - キャブタイヤケーブル : 移動機器の電源供給用
  - エレベータ用ケーブル : エレベータの電源供給用。荷重や繰り返しの変形に特に強くなっている。
- 高温箇所・船舶用
  - 無機絶縁ケーブル（MI：Mineral Insulation）：保護銅管と各導体を耐熱性の高い無機絶縁物で絶縁したもの
- アンダーカーペット配線用
  - フラットケーブル

### コード
小型電気製品に電力を供給する目的で用いられる電線をコード（Cord）と呼ぶ。
ケーブルとは異なり絶縁被覆のみで、その外側に保護被覆を持たないため、細く柔軟で取り回しが良い。また、通常は導体が撚り線である。
家庭用電気機械器具などでは機器と反対側の端部はプラグになっているものが多く、そのプラグをコンセントに差し込んで使用する。
- ゴム絶縁袋打コード（FF：Flexible）
- ビニル平型コード（VFF：PVC Flexible Flat）
- キャブタイヤコード

## 電気機器用
主に電気機器の内部配線に使用する電線。

### 線材の形状による分類
撚対線（よりついせん）2本の被覆電線を撚り合わせたもの。ツイストペアケーブルとも呼ばれる。

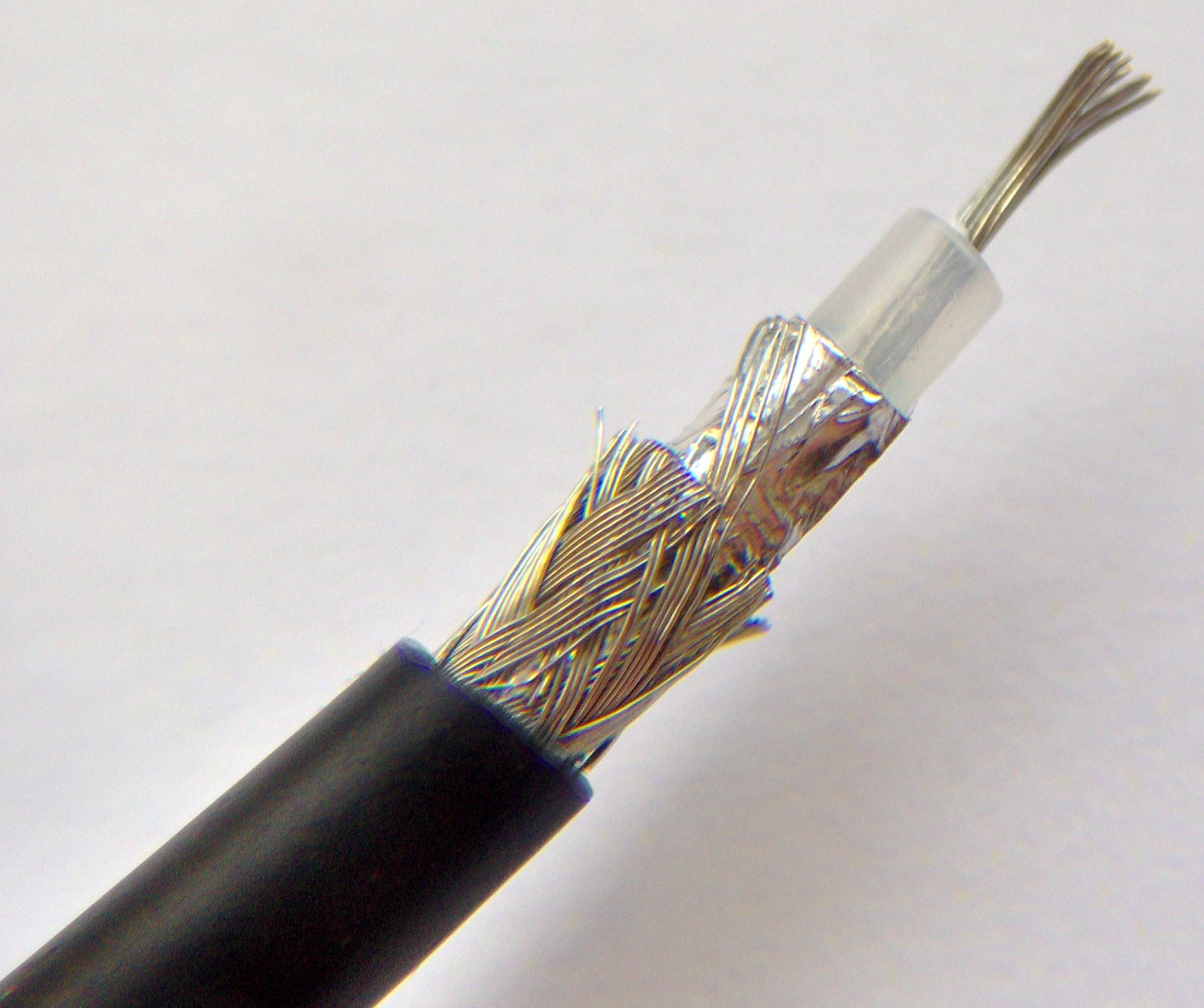
網状のシールド線とアルミ箔で覆った撚線を心線とする同軸ケーブル

シールド線心線の周りを静電シールドで覆った構造のもの。心線には、単心・多心・ツイストペアケーブルなどがある。シールドにはバラ線のもの、編組したもの、アルミテープ巻きのものなどがある。単心のシールド線において特性インピーダンスを規定したものは同軸ケーブルと呼ばれる。心線は心線とも書かれる。

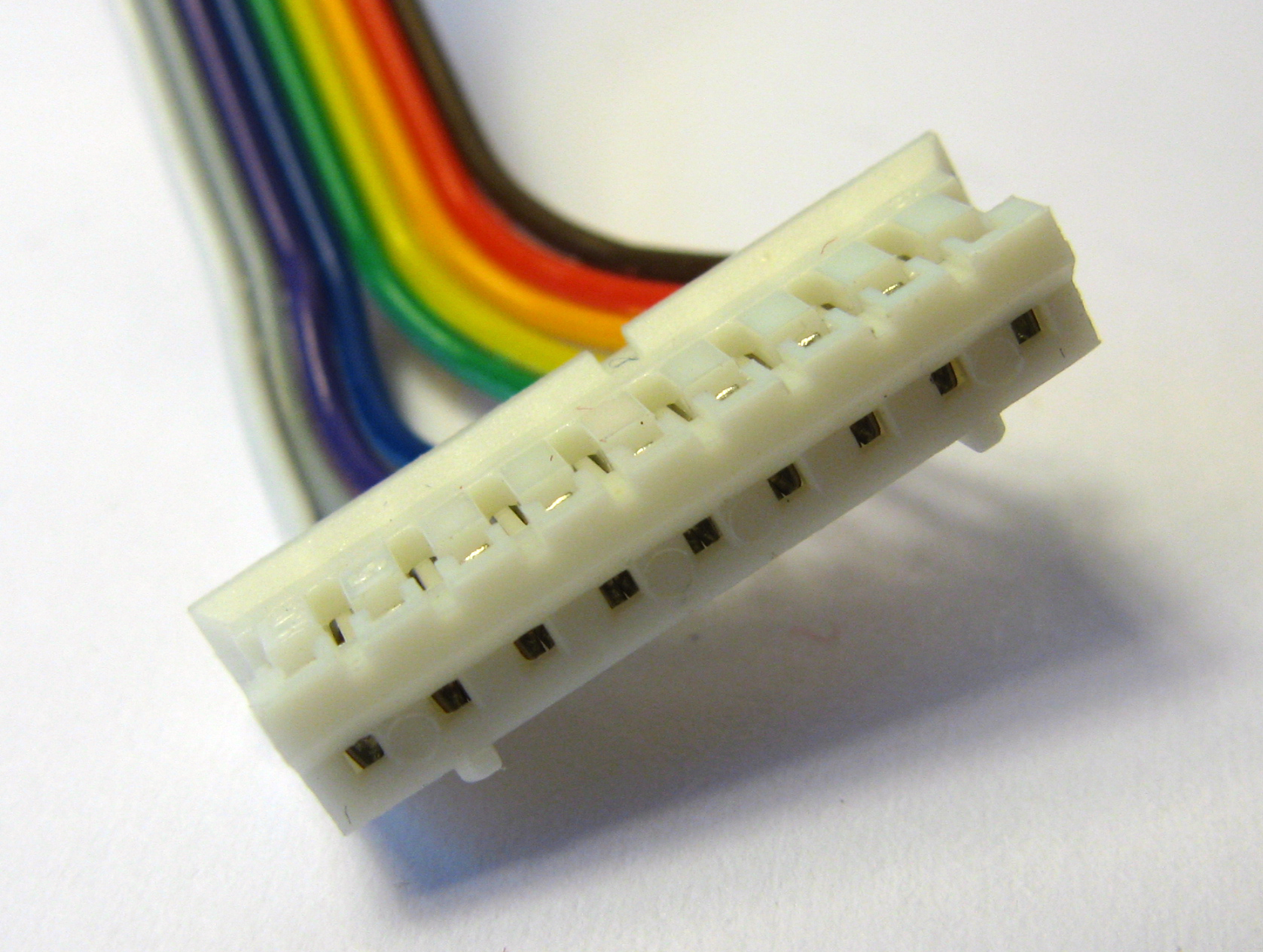
フラットケーブルとコネクタ

フラットケーブル被覆線を同一ピッチで複数本ならべて、融着した形状の線材。カラーコードで1本ずつ色を変えてあるもの、5本毎などに色の変えてあるものなどがある。圧接型コネクタを使って、一度に配線することが可能である。

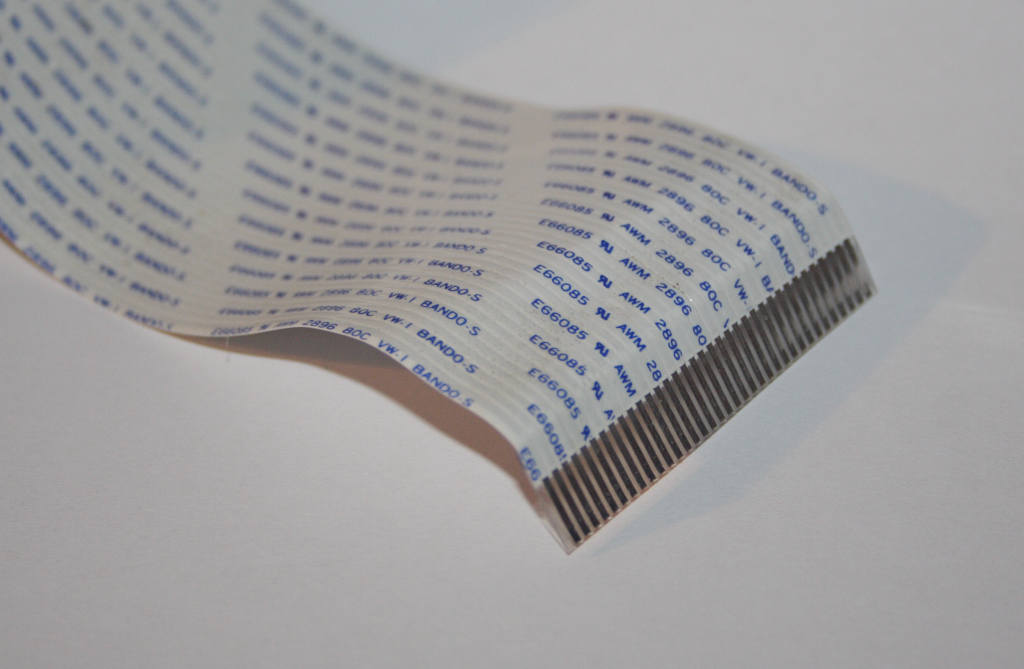
フレキシブルフラットケーブル

フレキシブルフラットケーブル（FFC）平板型の導体を複数本並べて被覆した、リボン状の線材。可動部分や、狭い場所に使用する。

### 導体の材質による分類
スズめっき線単線の銅線にスズをめっきした裸線。コイル、リード線等に用いられる。
銀めっき線単線の銅線に銀をめっきした裸線。高周波回路にて、特に低損失の電線が必要な場合に用いる。表皮効果により高周波では伝送される電力が電線表面に集中するため、銀はめっきするだけで実用上十分な性能が得られる。一方、銀を用いる影響で、価格が高くなりがちである。

### 被覆による分類
エナメル線・ホルマル線単線の銅線に樹脂塗料を塗布して絶縁した電線。古くはいわゆるエナメル塗料を使ったためエナメル線と言った。ホルマルはformalで、被覆材料のPolyvinyl Formalから来ている。コイル、トランス等に用いられる。後述のポリウレタン線も含め、コイルなど磁束を作る目的で製造された電線を、英語ではMagnet wireと呼ぶ。
ビニール線（ビニール被覆電線）単線またはより線にビニールの被覆を施して絶縁した電線。
- 近年の被覆材料
  - ポリ塩化ビニル：安価で難燃性に優れる。
  - ポリエチレン：塩素を含まないので、環境対応としてポリ塩化ビニルを置き換える。
  - フッ素樹脂：耐熱性・耐薬品性などに優れる。
  - ポリエステル：FFC用によく使われる。
  - ポリウレタン(UEW:polyUrethane Enameled copper Wire): 耐熱性、耐薬品性、高周波特性がよい。皮膜をむかず半田付けが可能である。

## 通信用
- ツイストペアケーブル
  - 市内線路用ツイストペアケーブル
    - ポリエチレン絶縁ビニルシースケーブル（CPEV）
    - ポリエチレン絶縁ポリエチレンシースケーブル（CPEE）
    - ポリエチレン絶縁 (LAP) シースケーブル（CCP）
    - 発泡ポリエチレン絶縁 (LAP) シースケーブル（PEC）

  - UTPケーブル（LAN、電話など）
    - カテゴリー5
    - カテゴリー5e（エンハンスト・カテゴリー5）
- 同軸ケーブル
高周波用としては[注 3]、不平衡ケーブルとして給電線（空中線に接続する線）などに使われる。50Ωや75Ωなどの特性インピーダンスを持つように、寸法や材質が設計・選択されている。
  - CATV用同軸ケーブル
  - テレビ受信用同軸ケーブル
  - FMラジオ受信用同軸ケーブル
  - 各種無線通信（業務無線、アマチュア無線など）用同軸ケーブル
  - 漏洩同軸ケーブル　一種のアンテナとして利用する。鉄道や自動車のトンネル内でもケータイが使えるのはこのお陰である。
- 平行二線式フィーダ
伝送線路の一つである。製造コストが安く、作るのも伝送線路としては簡単である。一定の特性インピーダンスを持つように、寸法や材質が設計・選択されている。同軸ケーブルより特性インピーダンスは高くなる。市販品で一般的な特性インピーダンスは 200Ω、300Ω、450Ωなどでアンテナに合わせて用意されている。
  - かつてはテレビ受像機とアンテナを接続するのにつかわれた。
  - 各種無線通信（業務無線、アマチュア無線など）用フィーダ線（アマチュア無線でははしごフィーダが自作されることがある）

## その他の分類
- 輸送機器用電線
振動・擦れ磨耗・高温・低温・油脂・風雨などに強いものが用意されている。
- EM電線・ケーブル
カドミウム・鉛・ハロゲン元素などの有害物質を含まず、耐熱性の高いもの。
- マグネットワイヤ
電動機、発電機、変圧器、電磁石等で、磁気を使用した機器の巻線に使われるポリウレタン被覆線やエナメル線の総称。

## 電線メーカー

### 世界全体
世界大手
- プリズミアン（イタリア）- 電線世界首位。
  - ドラッカ（ドイツ語版）／Draka UK Ltd.（オランダ） - 2009年6月にプリズミアンとの合併発表。
  - 大韓電線（朝鮮語版）／Taihan Electric Wire（韓国）- プリズミアンと提携。
- ネクサンス（フランス）- 電線世界2位。
  - オプティカーベル（ベルギー）- ネクサンス傘下、オプティカーベルの光ファイバケーブル事業に住友電工が40%出資で提携。
  - 日本ハイボルテージケーブル（日本）- ネクサンス・ビスキャスと共同出資、富津工場（レンタル）にて紙絶縁ケーブル製造。
- 住友電気工業（日本） - 電線世界3位（日本の企業群は次の節で説明）
- LS電線（韓国）- 電線世界4位。
  - スーペリア・エセックス／Superior Essex（アメリカ）- 北米最大の電線メーカー、LS電線傘下。

- アメリカ合衆国: ゼネラルケーブル（General Cable）
- ドイツ: レオニ

### 日本国内
電線工業の業界団体である日本電線工業会によると、日本での電線製造企業の総数は400程度と推定されている。そのうち、次の4社は大手4社と呼ばれている。
- 住友電気工業 - 電線世界3位・国内首位。
- 古河電気工業 - 電線世界5位・国内2位。
- フジクラ（旧・藤倉電線）・三井系列 - 国内3位。
- SWCC （旧・昭和電線電纜）・元東芝系列- 国内4位。

これら4社の持っていた事業はアライアンスにより以下に「高圧電力ケーブル事業」と「建設・電販市場ケーブル事業」とで統合されている。
高圧電力ケーブル事業
- ジェイ・パワーシステムズ（住友電工＋旧日立電線、現在は住友電工の完全子会社）

建設・電販市場ケーブル事業
- 住電HSTケーブル（住友電工＋プロテリアル＋タツタ電線）
- フジクラ・ダイヤケーブル（フジクラ＋三菱電線）
- SFCC（SWCC＋古河電気工業）

大手4社以外の電線メーカーの一覧
- プロテリアル（日立金属　合併前は日立電線　元日立系列）
- 太陽ケーブルテック
- ジェイ-ワイテックス - 住友電工と日亜鋼業の鋼線索事業が統合。旧・興国鋼線索
- OCC - 住友系列（NEC＋住友電工）
- TOTOKU - TTCホールディングス（元古河電工系列）
- 理研電線 - 古河電工系列（2008年4月古河電工グループに吸収）
- 西日本電線 - フジクラ系列
- 米沢電線 - フジクラ・ダイヤケーブル（元フジクラ系列）
- 東日京三電線 - プロテリアル系列（旧日立金属系列　旧・東日電線と旧・京三電線が合併）
- 花島電線 - プロテリアル系列（2003年旧日立電線系列に吸収）
- ユニマック - 昭和電線とフジクラの巻線事業が統合。
- 花伊電線 - 三菱電線系列
- 沖電線 - 沖電気系列
- タツタ電線 - JX金属系列
- 平河ヒューテック
- 矢崎エナジーシステム
- カナレ電気
- 大電
- 行田電線株式会社
- 信越電線
- 倉茂電工
- 金子コード株式会社
- 明興双葉株式会社